# 老韭菜
老韭菜，是種流傳於江蘇啟東等地區的葉子戲。

## 牌具
牌具屬於水滸牌，一到九的序數牌，花色有萬、條、餅，每門各四張。總共一百零八張。

## 牌規

### 流程
- 四人遊戲。
- 玩家在配牌前，可決定是否自己賞罰胡數翻倍，稱為买庄。
- 庄家摸十四张，閒家摸十三張。
- 庄家摸完最后一张牌，將牌尾翻為明牌，该牌同花色的前一序數牌就是百搭牌，稱為百老。如果數字是一，則百老為九。
- 玩家在首次打牌前，如果已是聽牌狀態，可以宣布，之后该玩家就不能进行吃、碰，只能自摸胡牌，稱為折庄。
- 之後，行牌類似麻將。胡牌是組成一對子、四面子。算胡規則不詳，根據以下狀況將胡數作加倍。[2]

| 牌型 | 說明                                   | 加乘 |
| ---- | -------------------------------------- | ---- |
| 天胡 | 莊家起手就胡牌                         | *2   |
| 买庄 | 限於有宣稱的玩家                       | *2   |
| 折庄 | 限於有宣稱的玩家                       | *2   |
| 门清 | 門前清                                 | *2   |
| 老胡 | 沒有百搭牌                             | *2   |
| 自摸 | 自摸胡牌                               | *2   |
| 嵌线 | 胡牌为顺子的中间牌，而且該面子沒有百搭 | *2   |